# Morinda officinalis
La Morinda officinalis és una planta del gènere Morinda, de la família de les rubiàcies. Rep el seu nom llatí per les seves propietats com a medicina.

## Distribució
Es cultiva per tot el sud de l'Àsia: Xina, les Filipines, Índia, Vietnam. Rep noms diversos segons la llengua: Indian Mulberry en anglès, 巴戟天|巴戟天 (ba ji tian) en xinès, ba kich en vietnamita

## Usos medicinals
L'arrel de la M.officinalis s'utilitza en la medicina tradicional xinesa per a
- Enrobustiment d'ossos i tendons
- Infertilitat, impotència, menstruacions irregulars, trombes durant la menstruació
- lumbàlgies
- atròfies musculars

Ingredients: Morindina i Vitamina C